# جامعة أورورا
جامعة أورورا (بالإنجليزية: Aurora University)‏ هي جامعة خاصة في أورورا، إلينوي. بالإضافة إلى حرمها الرئيسي ومركز أورشارد في أورورا، إلينوي، تقدم الجامعة برامج عبر الإنترنت، وفي حرم كلية جورج ويليامز في ويليامز باي، ويسكونسن، وفي مركز وودستوك في وسط مدينة وودستوك، إلينوي. يسجل حوالي 5,500 طالب في برامج درجة البكالوريوس والماجستير والدكتوراه في جامعة أورورا.

## الحرم الجامعي
يقع حرم أورورا في المقام الأول حول رباع تقليدي ومناطق مجاورة. في المجموع، الحرم الجامعي حوالي 32 فدانا. جميع المباني التي شيدتها الجامعة لها أسطح قرميدية حمراء (باستثناء مبنيين، يظلان موضوعهما أحمر على ألواح الجدران الخارجية)، وهو ما ينص عليه تشارلز إيكهارت في تبرعه الأولي في الأيام الأولى لكلية أورورا.
تشمل المباني:
- قاعة الخريجين: تشمل قاعة الطعام للطلاب الابتدائية، قاعة حفلات الجامعة، صالة ثورنتون، قاعة التدريب الرياضي، المكاتب الرياضية وغرفة الوزن. في عام 2010م بدأ البناء على جناح جديد لقاعة الخريجين، الذي افتتح في عام 2011م لاستضافة العديد من البرامج الدراسية والفصول الدراسية في المقام الأول للتدريب الرياضي والتمريض وبرامج العمل الاجتماعي.
- قاعة سينتينيال: قاعة الإقامة التي بنيت مؤخرًا في حرم أورورا، تضم سينتينيال هول كلاً من كبار الشخصيات من الإناث والذكور.
- قاعة ديفيس والقاعة التذكارية: بني دار ديفيس هول في الأصل عام 1912م لإيواء الطلاب الذكور، وجدد عام 2004م بنيت ميموريال هول في عام 1955م امتداداً للنساء فقط إلى قاعة ديفيس، وجدده في عام 2002م. أصبح كلا المبنيين الآن قاعات سكن مشتركة.
- قاعة دنهام: تشمل مكتبة الجامعة ومدرسة دنهام للأعمال ومنطقة لتناول الطعام للطلاب وفصول دراسية.
- قاعة إيكهارت: تشمل وظائف الإدارة المركزية، ومساحة الفصول الدراسية ومصلى لوري. إلى جانب قاعة ديفيس وقاعة ويلكنسون، كان إيكهارت أحد المباني الثلاثة الأصلية لكلية أورورا.
- معهد التعاون: توفر فصول دراسية لـ 200 طالب ابتدائي محلي؛ مركز كاتربيلر للتعليم والتعلم؛ والفصول الدراسية. يضم المعهد أيضًا قاعة تضم 500 مقعدًا، والتي تضم جهازًا جديدًا للأنابيب كرسه في عام 2010م.
- جينكز هول: بنيت عام 1957م وهي عبارة عن قاعة إقامة مخصصة لكبار الشخصيات، كما تضم مركزًا للياقة البدنية في الجامعة ومركزًا صحيًا.: تخدم شراكة STEM في حرم جامعة أورورا الطلاب في الصفوف الثالث حتى الثامن من مناطق باتافيا وشرق أورورا وبراري الهندية وويست أورورا. يتم توظيفها من خلال إستراتيجية تطوير مهنية فريدة من نوعها تشرك المعلمين من المناطق الشريكة كأعضاء هيئة تدريس بينما يكملون الدورات الدراسية لخريجي الاتحاد الأفريقي ويصبحون قادة في تعليم الرياضيات والعلوم.
- مركز باروليني للموسيقى: يضم المرفق غرفة فرقة موسيقية، واستوديو فني، واثنين من استوديوهات التدريس وقاعات للممارسة الموسيقية.
- مكتبة فيليبس: بنيت في عام 1962م، تضم مجموعة المكتبة أكثر من 99000 كتاب و7000 مادة متعددة الوسائط. يحتوي المبنى على معمل كمبيوتر، ومركز للتعليم والتعلم وغرف الدراسة.
- ستيفنز هول: يضم مركز فوكس ريفر فالي لإثراء المجتمع ومسرح بيري ومدرسة التمريض ومنطقة سبارتان سبوت.
- مركز واكرلين للإيمان والعمل: يقع في منزل عصري تم ترميمه من تصميم شركة الهندسة المعمارية Keck و Keck ، وهو مركز لوزارات الحرم الجامعي وخدمة المجتمع والدراسات القيادية.
- قاهة واتريكس: يضم الطلاب الجدد في غرف وأجنحة مزدوجة مكيفة. يقع المبنى بجانب الجناح، مع حمامات من نفس النوع على الطراز المجتمعي تقع في كل طابق.
- قاعة ويلكنسون: واحدة من قاعات الإقامة الأصلية في الحرم الجامعي، بنيت قاعة ويلكنسون عام 1912م، وتضم طلبة جدد وكبار الشخصيات.[5]

## وصلات خارجية
- الموقع الرسمي